# Daniel Larsson (ishockeymålvakt)
Daniel Larsson, född 7 februari 1986 i Boden, är en svensk ishockeymålvakt som spelar för ERC Ingolstadt i DEL.

## Spelarkarriär
Larsson började sin karriär i Bodens IK. Larsson flyttade år 2005 till Stockholm för att spela med Hammarby IF. Larsson spelade i Hammarby en säsong, sedan hamnade han i Djurgårdens IF. Larsson har hittills spelat 70 matcher med Djurgården och han hade under säsongen 2007/2008 en räddningsprocent på 92,1%.
År 2008 belönades Larsson med Honkens trofé för årets målvakt i svensk ishockey. Samma år blev han utsedd till årets rookie i Elitserien.
Efter succén säsongen 2007/08 skrev Larsson kontrakt med Detroit Red Wings i NHL. 
Efter säsongen 2009/10 valde Larsson att återvända till Sverige. Den 19 maj 2010 skrev Larsson ett tvåårskontrakt med HV71.
Säsongen 2012/13 så kommer Daniel Larsson att vakta AIK:s mål, efter att Stockholmsklubbens tidigare målvakt, Viktor Fasth, lämnat Sverige för spel i NHL. 
Daniel Larsson är dotterson till Olle Lindström, före detta kommunalråd i Boden.

## Meriter
- 43 juniorlandskamper
- 12 A-landskamper
- Honkens trofé 2007/2008
- Årets rookie i Elitserien 2007/2008